# 龙镇乡
龙镇乡，是中华人民共和国四川省宜宾市筠连县曾经下辖的一个乡。2019年8月，撤销龙镇乡和孔雀乡，设立丰乐乡，以原龙镇乡和原孔雀乡所属行政区域为丰乐乡的行政区域。

## 行政区划
龙镇乡撤銷前下辖以下地区：
龙塘村、联合村、白果村、金狮村、卜好村、后溪村、兴胜村和车坪村。